# Sardinella tawilis
Sardinella tawilis es una especie de pez de la familia Clupeidae en el orden de los Clupeiformes.

## Morfología
Los machos pueden alcanzar 12 cm de longitud total.
- Número de  vértebras: 39-42.

## Hábitat
Es un pez de agua dulce, pelágico y de clima tropical (18 ° N-14 º N).

## Distribución geográfica
Se encuentra en Asia: es una especie endémica del lago Taal (Luzon, Filipinas ).

## Valía comercial
Se comercializa fresco o secado.

## Estado de conservación
Es una especie amenazada por la sobrepesca.